# Yang Po-han
Yang Po-han (chinesisch 楊博涵; * 13. März 1994) ist ein taiwanischer Badmintonspieler.

## Karriere
Yang Po-han siegte bei den Vietnam International 2013. 2016 war er bei den Waikato International, den Czech International, den Belgian International und den Polish International erfolgreich. Bei der Weltmeisterschaft des darauffolgenden Jahres belegte er Rang neun. 2017 stand er beim Thailand Masters und den US Open im Finale. Beim Thailand Masters erreichte er auch 2019 das Endspiel.

## Sportliche Erfolge
| Saison | Veranstaltung               | Disziplin    | Platz | Partner       |
| ------ | --------------------------- | ------------ | ----- | ------------- |
| 2013   | Vietnam International 2013  | Herrendoppel | 1     | Liao Min-chun |
| 2015   | Sydney International 2015   | Herrendoppel | 2     | Liu Wei-chen  |
| 2016   | Waikato International 2016  | Herrendoppel | 1     | Liu Wei-chen  |
| 2016   | Czech International 2016    | Herrendoppel | 1     | Lu Ching-yao  |
| 2016   | Malaysia International 2016 | Herrendoppel | 2     | Lu Ching-yao  |
| 2016   | Korea Masters 2016          | Herrendoppel | 3     | Lu Ching-yao  |
| 2016   | Polish International 2016   | Herrendoppel | 1     | Lu Ching-yao  |
| 2016   | Belgian International 2016  | Herrendoppel | 1     | Lu Ching-yao  |
| 2017   | Weltmeisterschaft 2017      | Herrendoppel | 9     | Lu Ching-yao  |
| 2017   | Canadian Open 2017          | Herrendoppel | 3     | Lu Ching-yao  |
| 2017   | US Open 2017                | Herrendoppel | 2     | Lu Ching-yao  |
| 2017   | Australian Open 2017        | Herrendoppel | 3     | Lu Ching-yao  |
| 2017   | Thailand Masters 2017       | Herrendoppel | 2     | Lu Ching-yao  |
| 2018   | All England 2018            | Herrendoppel | 17    | Lu Ching-yao  |
| 2018   | Macau Open 2018             | Herrendoppel | 3     | Lu Ching-yao  |
| 2018   | Korea Masters 2018          | Herrendoppel | 3     | Lu Ching-yao  |
| 2018   | Weltmeisterschaft 2018      | Herrendoppel | 33    | Lu Ching-yao  |
| 2019   | Spain Masters 2019          | Herrendoppel | 3     | Lu Ching-yao  |
| 2019   | Thailand Masters 2019       | Herrendoppel | 2     | Lu Ching-yao  |
| 2019   | All England 2019            | Herrendoppel | 17    | Lu Ching-yao  |
| 2020   | All England 2020            | Herrendoppel | 9     | Lu Ching-yao  |